# Centrum Kultury Młodych
Centrum Kultury Młodych – dom kultury działający w Łodzi, część Miejskiej Strefy Kultury.

## Historia i działalność
Dom kultury został założony w 1984 jako jedna filia. W 1999 w jego ramy włączono znajdujący się przy ul. gen. Jarosława Dąbrowskiego 93 dom kultury Klub „Dąbrowa” (powstały 1973).
Początkowo, celem Centrum Kultury Młodych było szeroko pojęte upowszechnianie kultury, a zwłaszcza edukacja kulturalna dzieci i młodzieży, aktywizacja grup twórczych oraz organizacja znaczących imprez kulturalnych. Z czasem instytucja zaczęła kierować ofertę do wszystkich grup wiekowych (dzieci, dorosłych, seniorów).
W 2022 Klub „Dąbrowa” został oddzielony od Centrum Kultury Młodych, a obie placówki stały się częścią Miejskiej Strefy Kultury.
Dom kultury jest co roku włączony w organizowanie festiwalu Ogólnopolskich Konfrontacji Teatrów Młodzieżowych. Przy instytucji działa również Zespół Pieśni i Tańca „Łódź”, w tym Dziecięcy Zespół Pieśni i Tańca „Łódeczki” skierowany do dzięki w wieku 7–12 lat.